# Horno (Jänschwalde)

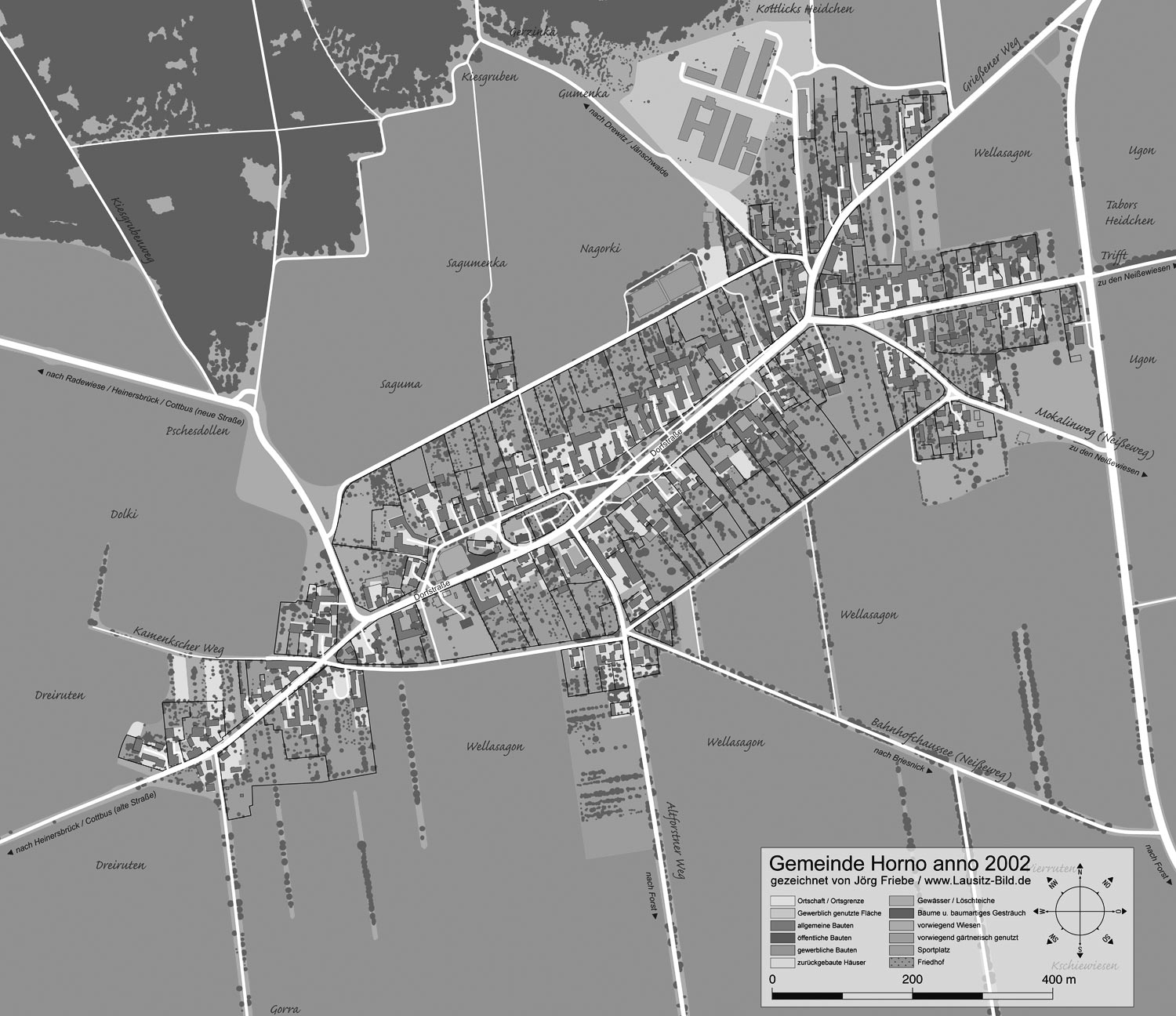
Übersichtskarte der verschwundenen Ortschaft Horno

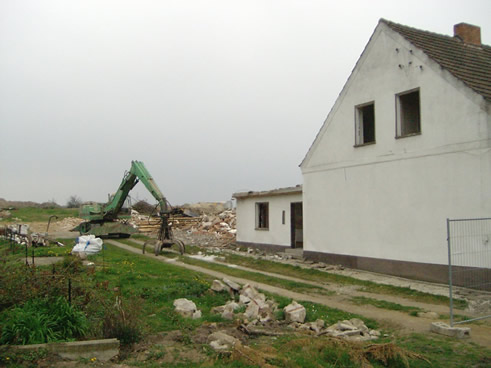
Bagger reißen die ehemaligen Wohnhäuser ein

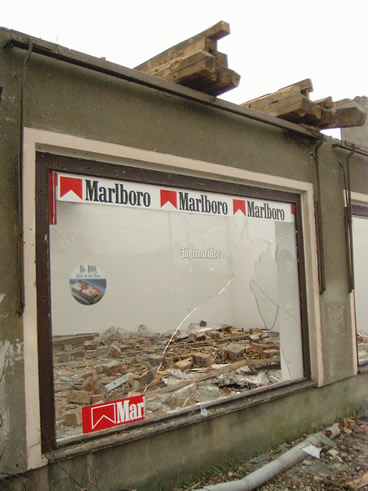
Die ehemalige Kaufhalle in Horno

Horno, niedersorbisch Rogow, war ein Dorf im Landkreis Spree-Neiße in der Niederlausitz im Südosten des Landes Brandenburg. Es lag im Gebiet des Braunkohletagebaus Jänschwalde und musste 2004 dem Tagebau weichen. Die meisten Einwohner siedelten nach Neu-Horno auf dem Gebiet der Stadt Forst (Lausitz) um.

## Lage
Horno lag in der Niederlausitz, 18 Kilometer Luftlinie nordöstlich der Stadt Cottbus. Nördlich der Ortschaft lagen der Forst Jänschwalde und die Grießener Heide. Im Osten grenzte die Gemeinde an Polen. Umliegende Ortschaften waren Grießen im Nordosten, Strzegów im Osten, Briesnig im Südosten, Grötsch und Heinersbrück im Südwesten, Radewiese im Westen und Jänschwalde-Kolonie im Nordwesten.

## Geschichte

### Ortsgeschichte
Horno wurde 1346/1495 erstmals urkundlich erwähnt. Der Ortsname beschreibt metaphorisch die Lage des Ortes, da dieser auf einem spornartigen Vorsatz der Lieberoser Heide lag (von niedersorbisch rog = Horn, Spitze, Ecke, Winkel). Horno gehörte ab 1635 zum Kurfürstentum Sachsen, das im Jahr 1806 zum Königreich Sachsen erhoben wurde. Nach der auf dem Wiener Kongress beschlossenen Teilung des Königreiches Sachsen wurde der Ort der Provinz Brandenburg im Königreich Preußen angeschlossen. Bei der Gebietsreform im folgenden Jahr wurde Horno dem Landkreis Guben im Regierungsbezirk Frankfurt zugeordnet.
Laut der Topografisch-statistischen Übersicht des Regierungsbezirks Frankfurt a. d. O. aus dem Jahr 1844 hatte Horno um diese Zeit 421 Einwohner in 51 Wohngebäuden, zum Ort gehörte eine Windmühle. Das Rittergut befand sich zu diesem Zeitpunkt im Besitz der Adelsfamilie Carolath-Beuthen. Im Jahr 1864 hatte Horno 600 Einwohner in 76 Wohnhäusern. Bei der Volkszählung vom 1. Dezember 1871 hatte die Landgemeinde Horno 604 Einwohner in 116 Familien und vier Einzelhaushalten. Von den Einwohnern waren 309 Männer und 295 Frauen; 157 Einwohner waren Kinder unter zehn Jahren. Des Weiteren waren alle Einwohner evangelisch-lutherischer Konfession. Für seine Statistik über die sorbische Bevölkerung in der Lausitz ermittelte Arnošt Muka im Jahr 1884 eine Einwohnerzahl von 606, davon waren 593 Sorben und dreizehn Deutsche. Am 1. Dezember 1910 hatte Horno 551 Einwohner. In den folgenden Jahren ging die Einwohnerzahl immer weiter zurück, kurz vor Ausbruch des Zweiten Weltkrieges hatte Horno nur noch 459 Einwohner.
Nach Kriegsende wurden die Herren auf Horno enteignet und das Land auf Neubauern aufgeteilt. Die Gemeinde gehörte fortan zur Sowjetischen Besatzungszone. Insbesondere bedingt durch zugezogene Heimatvertriebene hatte Horno im Jahr 1946 692 Einwohner. Ab 1947 gehörte der Ort zum Land Brandenburg, das ab 1949 Teil der DDR wurde. Bei der Gebietsreform im Jahr 1952 wurden der Landkreis Guben und das Land Brandenburg aufgelöst und die Gemeinde Horno dem Kreis Guben im Bezirk Cottbus zugeordnet. Im Jahr 1956 hatte Horno einen sorbischsprachigen Bevölkerungsanteil von 11,7 Prozent.

### Umsiedlung
Aufgrund eines Beschlusses des Bezirkstags Cottbus im Jahre 1977 war Horno zur Devastierung vorgesehen. Dies hatte unter anderem zur Folge, dass keine Genehmigungen für die Errichtung von Neubauten mehr erteilt wurden. Ab 1977 bis zur Wiedervereinigung Deutschlands protestierten die Bewohner Hornos unter der Beobachtung des Ministeriums für Staatssicherheit der DDR gegen die Umsiedlung und das Abbaggern von Horno. Jedoch auch nach der Wiedervereinigung konnten einige nachgewiesene Verfahrensfehler und verschiedene Gerichtsurteile gegen Eingemeindungen und Enteignungen den Braunkohletagebau nicht aufhalten. Horno war ein Dorf mit überwiegend sorbischen Einwohnern. Bei den Versuchen, den Ort zu erhalten, spielte dies eine Rolle. Unter anderem wurden mit dem Hinweis darauf Versuche unternommen, über den Landtag noch eine Bewahrung des Dorfes zu erreichen.
Nach der Wiedervereinigung gehörte Horno zunächst zum Landkreis Guben in Brandenburg. Im Dezember 1992 schloss sich die Gemeinde zur Erledigung ihrer Verwaltungsgeschäfte dem Amt Jänschwalde an. Der Landkreis Guben ging am 6. Dezember 1993 im neuen Landkreis Spree-Neiße auf. Das Ortsgebiet Hornos wurde am 1. Juli 1998 nach Jänschwalde eingemeindet. Die Gemeinde hatte eine Fläche von 10,47 Quadratkilometern und hatte vor der Auflösung 311 Einwohner (Stand: 31. Dezember 1997). Am 26. Oktober 2003 fusionierte die Gemeinde Jänschwalde mit Drewitz und Grießen zu der neuen Gemeinde Jänschwalde. Gleichzeitig wurde das Amt Jänschwalde in das Amt Peitz eingegliedert und damit aufgelöst.
Ende 1999 lebten noch etwa 350 Menschen in Horno, Mitte 2004 nur noch das Ehepaar Werner und Ursula Domain. Am 9. Juni 2004 stimmte das Landesbergamt Brandenburg der Übertragung des Haus- und Gartengrundstücks des Ehepaars an die Vattenfall Europe Mining AG zu. Das Paar klagte danach gegen die Enteignung vor dem Verwaltungsgericht Cottbus. Anfang November 2005 schloss es einen Vergleich mit Vattenfall, um einer drohenden Zwangsräumung zuvorzukommen. Die Gräber der Angehörigen dieses Ehepaares wurden 2004 zwangsumgebettet.
Teile des Dorfes wurden bereits Mitte 2004 abgerissen, das letzte Haus wurde 2005 geräumt. Nach amtlichen Daten wurden 320 Einwohner umgesiedelt.

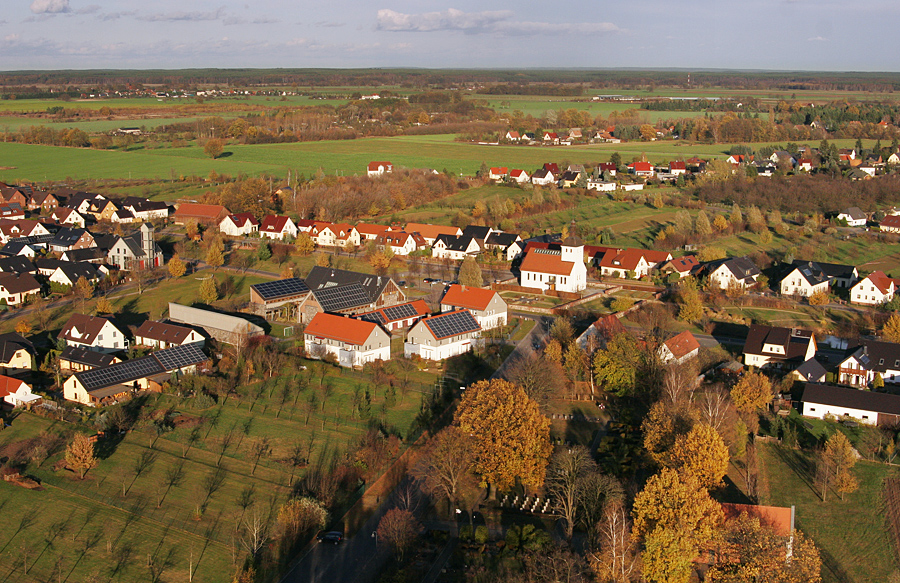
KAP-Luftaufnahme auf Höhe Friedhof mit Blickrichtung nach Nordost auf den Ortskern von Horno (Forst (Lausitz)) im November 2013

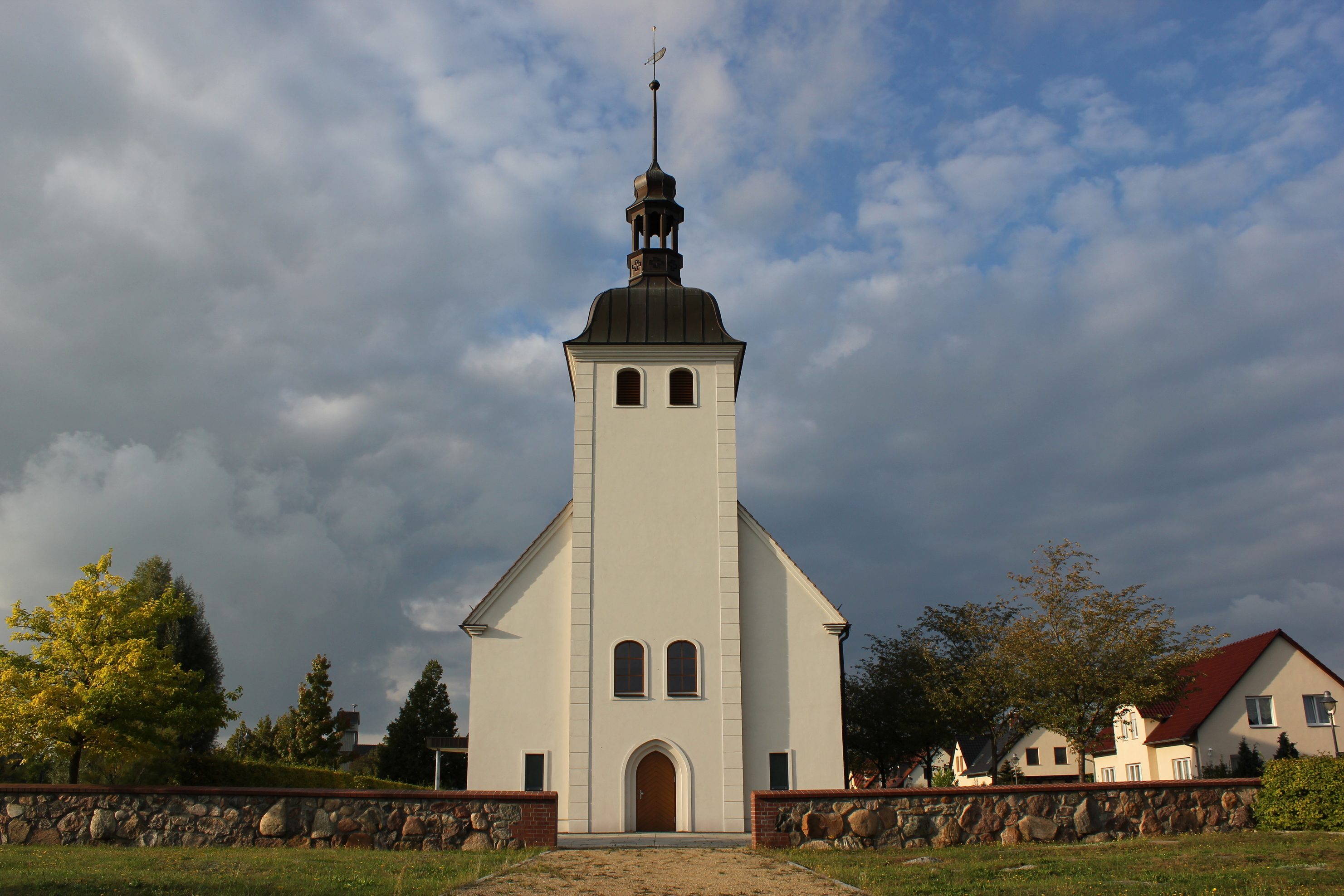
Kirche im neuen Horno

Der Hauptteil der Bevölkerung zog in den etwa 10 km entfernten, eigens neu errichteten Stadtteil Horno von Forst (Lausitz). Die übrigen nach Cottbus, Guben, Peitz (neu angelegte Eigenheimsiedlung „Hornoer Ring“) oder in umliegende Ortschaften.
Am 29. November 2004 wurde die 500 Jahre alte Feldsteinkirche Hornos durch Vattenfall gesprengt. Altar und Turmhaube der alten Kirche waren bereits vorher demontiert und in der neuen Kirche am neuen Siedlungsstandort von Horno eingebaut worden. Am 16. Dezember 2005 wurde Horno aus dem Ortsteilverzeichnis gelöscht und hörte damit rechtlich auf zu existieren. Die Gemarkung der ehemaligen Gemeinde gehört heute zum Ortsteil Jänschwalde-Dorf.

### Ausgrabungen um 2004
Während der Abrissphase Hornos wurden durch Archäologen umfangreiche Ausgrabungen in der alten Kirche und dem alten Kirchhof sowie im Dorf durchgeführt.
Im Zuge der vollständigen Dokumentation der Ortslage wurde der Kirchhof komplett untersucht. Zwischen Dezember 2003 und November 2004 wurde die 2300 m² große Friedhofsfläche ausgegraben, wobei 2.200 Gräber nachgewiesen werden konnten. Die frühesten Gräber stammten aus dem 13./14. Jahrhundert und reichten bis in Zeit der Untersuchung. Die jüngsten Gräber wurden umgebettet und konnten noch als beräumte Grabgruben erfasst werden. Die in den Grabgruben gefundene Keramik stammte überwiegend aus dem 19. und 20. Jahrhundert. So konnte vermutet werden, dass eine beträchtliche Anzahl der Bestattungen aus dieser Zeit, zumindest aber aus der frühen Neuzeit stammte. Die anthropologische Untersuchung umfasste 600 Gräber. 79 davon waren umgebettet worden. 152 Individuen waren komplett zersetzt und oft nur noch als Leichenschatten zu erkennen. 368 der Bestatteten konnten untersucht werden. Der Erhaltungszustand war jedoch überwiegend schlecht bis sehr schlecht. Nur in wenigen Fällen waren die Knochen besser erhalten.
Im Rahmen des Projektes der Deutschen Forschungsgemeinschaft „Ländliche Siedlung und kulturelle Transformation. Hoch- und spätmittelalterliche Landschaftsgestaltung im Spiegel von Großgrabungen in Brandenburg“ sollten alle mittelalterlichen Bestattungen anthropologisch untersucht werden. Nach einer Datierung der einzelnen Gräber zeigte sich, dass knapp 600 dieser Zeit zuzuordnen sind. Die Knochenerhaltung der mittelalterlichen Skelette war durchgängig ziemlich schlecht. So wies der überwiegende Teil der Bestattungen keine erhaltenen Knochen mehr auf. Der schlechte Erhaltungszustand resultierte vermutlich einerseits aus den sauren Sandböden auf der Hornoer Hochfläche und andererseits aus der langen Belegungszeit des Friedhofs. Nur von 146 Bestatteten konnten Individualdaten wie Sterbealter, Geschlecht und Körperhöhe bestimmt werden. Die meisten waren im fortgeschrittenen Alter oder vor dem siebten Lebensjahr gestorben.